# Nita Strauss
Vinita Sandhya Strauss (Los Ángeles, California; 7 de diciembre de 1986), más conocida como Nita Strauss, es una guitarrista estadounidense, reconocida por su trabajo con las agrupaciones tributo The Iron Maidens y LA KISS, y con la banda Femme Fatale. Además de tener una exitosa carrera como solista, ha trabajado con Demi Lovato y actualmente es guitarrista de gira de Alice Cooper. Fue ubicada en la posición #1 en la lista de las 10 Mujeres Guitarristas que Deberías Conocer, publicada por Guitar World.

## Biografía
Comenzó a tocar la guitarra a sus trece años y obtuvo reconocimiento tocando con la banda tributo The Iron Maidens, donde se hacía llamar Mega Murray (la versión femenina de Dave Murray de Iron Maiden).
Ha colaborado con distintas bandas como guitarrista, ya sea en presentaciones en vivo o grabaciones de estudio para bandas como As Blood Runs Black, FB1964, Docker's Guild y Maxxxwell Carlisle. En 2013 se unió al grupo Femme Fatale, en el cual solo estuvo por muy poco tiempo, ya que junio de 2014 es reclutada por Alice Cooper como guitarrista de gira, para reemplazar a Orianthi.
En 2017 fundó la banda We Start Wars, una agrupación formada solo por mujeres. Más tarde decidió debutar como solista y en noviembre de 2018 publicó su primer álbum titulado Controlled Chaos.
El 11 de julio de 2022, Strauss anuncia que dejará la banda de Alice Cooper por un tiempo, a través de su cuenta de Instagram. Después de cancelar una gira que tenía planeada de su proyecto solista, el 14 de julio aparece en el show Jimmy Kimmel Live!, tocando junto a Demi Lovato en la presentación del nuevo sencillo de la artista pop. Tras la presentación, Strauss anuncia que estará trabajando como guitarra líder en la gira del álbum Holy Fvck de Demi Lovato.
En octubre de 2022, Nita Strauss colabora con Alissa White-Gluz del grupo Arch Enemy, para el sencillo de la canción The Wolf You Feed, lo que sería un adelanto de su segundo álbum como solista. En marzo de 2023, Alice Cooper anuncia el regreso de Nita Strauss a su agrupación, explicando que ella únicamente había pedido una excedencia para trabajar con otra persona.
En julio de 2023, Nita Strauss estrena su segundo álbum como solista, The Call of the Void. A diferencia de su anterior álbum, enteramente instrumental, decide agregar voces en este álbum e invitar a varios artistas de distintas bandas como Alissa White-Gluz, Lzzy Hale, Alice Cooper, Marty Friedman, entre otros.

## Vida personal
Aunque ella aclama ser descendiente del compositor austriaco Johann Strauss II no hay evidencias que lo demuestren.

## Discografía

### Como solista
- Controlled Chaos (2018)
- The Call of the Void (2023)